# Теорема Хаусдорфа
Теорема (или парадокс) Хаусдорфа — доказываемое в теории множеств утверждение о существовании счётного подмножества {\displaystyle T} двумерной сферы {\displaystyle S^{2}}, дополнение {\displaystyle {\bar {S}}^{2}=S^{2}\setminus T} которого может быть представлено в виде объединения трёх непересекающихся множеств {\displaystyle A}, {\displaystyle B} и {\displaystyle C}, конгруэнтных друг другу и множеству {\displaystyle B\cup C}. Впервые опубликована в 1914 году Феликсом Хаусдорфом. Эта теорема (как и основанный на её идеях парадокс удвоения шара) демонстрирует несоответствие теоретико-множественных представлений обычной геометрической практике (утверждая, в частности, что две копии {\displaystyle {\bar {S}}^{2}} можно разбить на шесть кусков и составить из них три копии {\displaystyle {\bar {S}}^{2}}). Поэтому иногда называется «парадоксом».
Доказательство теоремы существенно использует аксиому выбора. Замена этой аксиомы некоторыми альтернативными позволяет доказать отрицание теоремы Хаусдорфа (то есть невозможность соответствующего разбиения сферы).
Из теоремы следует, что на двумерной сфере не существует конечно-аддитивной меры, определённой на всех подмножествах и принимающей равные значения на конгруэнтных множествах (то есть инвариантной относительно движений сферы).
Иногда под «парадоксом Хаусдорфа» понимают другую теорему, доказанную в той же статье, что и рассматриваемая.
Эта теорема даёт пример, похожий на множество Витали. Она утверждает, что единичный отрезок можно разбить на счётное число кусков и с помощью одних только сдвигов составить отрезок длины два. Это показывает, что на прямой нет меры, определённой на всех подмножествах и инвариантной относительно сдвигов. Тем не менее, возможно определить конечно-аддитивную меру для всех ограниченных подмножеств плоскости (как и прямой), такую, что равносоставленные множества будут иметь равную меру.

## Идея доказательства
Здесь мы докажем упрощённый вариант теоремы. А именно, мы докажем существование разбиения сферы с выколотым счётным множеством точек (назовём её {\displaystyle {\bar {S}}^{2}}) на три попарно конгруэнтных куска {\displaystyle A}, {\displaystyle B} и {\displaystyle C} таких, что {\displaystyle B\cup C} конгруэнтно подмножеству {\displaystyle A}. Как и теорема Хаусдорфа, это утверждение показывает, что на двумерной сфере нельзя определить «площадь», значение которой существовало бы для любого подмножества и оставалось бы неизменным при движениях.
Доказательство разбивается на следующие три шага:
1. Находим специальное разбиение некоторой группы с двумя образующими {\displaystyle \Gamma } на три подмножества.
2. Строим свободное изометрическое действие этой группы на {\displaystyle {\bar {S}}^{2}}.
3. Используем разбиение {\displaystyle \Gamma } и аксиому выбора для того, чтобы произвести нужное разбиение сферы.

### Шаг 1

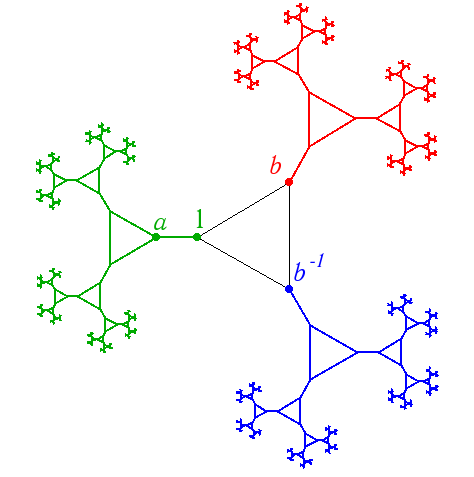
Граф Кэли группы, и подмножества и отмечены соответственно красным, синим и зелёным цветом.

Рассмотрим группу {\displaystyle \Gamma } с двумя образующими {\displaystyle a} и {\displaystyle b} и соотношениями {\displaystyle a^{2}=1} и {\displaystyle b^{3}=1} (иначе говоря, {\displaystyle \Gamma ={\mathbb {Z} }_{2}*{\mathbb {Z} }_{3}}, где {\displaystyle *} обозначает свободное произведение групп). Группа {\displaystyle \Gamma } состоит из пустого слова, которое мы обозначаем {\displaystyle 1} (это единица нашей группы) и всех конечных слов из трёх символов {\displaystyle b,\;b^{-1}} и {\displaystyle a}, таких что {\displaystyle b} и {\displaystyle b^{-1}} чередуются с {\displaystyle a}. Таким образом, все элементы (кроме единицы) можно представить единственным образом как {\displaystyle ab^{\pm 1}ab^{\pm 1}\dots b^{\pm 1}a} или {\displaystyle b^{\pm 1}ab^{\pm 1}a\ldots b^{\pm 1}a}
или {\displaystyle ab^{\pm 1}ab^{\pm 1}\ldots ab^{\pm 1}} или {\displaystyle b^{\pm 1}ab^{\pm 1}a\ldots ab^{\pm 1}}.
Группу {\displaystyle \Gamma } можно разбить следующим образом: пусть {\displaystyle {\mathbb {A} }} будет множество всех слов, начинающихся с {\displaystyle b}, {\displaystyle {\mathbb {B} }} будет множество всех слов, начинающихся с {\displaystyle b^{-1}} и {\displaystyle {\mathbb {C} }} будет множество всех остальных элементов {\displaystyle \Gamma }. Ясно, что
{\displaystyle \Gamma ={\mathbb {A} }\cup {\mathbb {B} }\cup {\mathbb {C} },}
то есть мы разбили нашу группу {\displaystyle \Gamma } на три непересекающихся подмножества. Также
{\displaystyle {\mathbb {A} }=b{\mathbb {C} },}
{\displaystyle {\mathbb {B} }=b^{-1}{\mathbb {C} },}
{\displaystyle {\mathbb {A} }\cup {\mathbb {B} }\subset {\mathbb {A} }\cup {\mathbb {B} }\cup \{1,\;a\}=a{\mathbb {C} }.}

### Шаг 2
Несложно показать, что существует представление {\displaystyle \Gamma } с помощью вращений сферы такое, что полученное действие свободно на всей сфере, кроме счётного числа точек. Давайте выкинем из сферы это счётное множество и назовём остаток {\displaystyle {\bar {S}}^{2}}.
(На самом деле, если взять два поворота сферы на углы {\displaystyle \pi } и {\displaystyle 2\pi /3} общего положения и сопоставить их образующим {\displaystyle a} и {\displaystyle b}, то индуцированное действие {\displaystyle \Gamma } будет удовлетворять этому условию).

### Шаг 3
Рассмотрим множество {\displaystyle X}, содержащее по одному элементу каждой орбиты {\displaystyle \Gamma } на {\displaystyle {\bar {S}}^{2}} (утверждение о существовании этого множества опирается на аксиому выбора). Тогда наша «колотая» сфера {\displaystyle {\bar {S}}^{2}} представляется как объединение следующих непересекающихся множеств:
{\displaystyle {\bar {S}}^{2}=A\cup B\cup C,}
где
{\displaystyle A={\mathbb {A} }X,\;B={\mathbb {B} }X,\;C={\mathbb {C} }X.}
Используя тот же приём, что и на шаге 1, мы получаем:
{\displaystyle A=bC,}
{\displaystyle B=b^{-1}C,}
{\displaystyle A\cup B\subset aC,}
и, так как {\displaystyle a} и {\displaystyle b} являются изометриями, мы получаем, что {\displaystyle A}, {\displaystyle B} и {\displaystyle C} конгруэнтны, и {\displaystyle A\cup B} конгруэнтно подмножеству {\displaystyle C}.